# Melaleuca subalaris
Melaleuca subalaris är en myrtenväxtart som beskrevs av Bryan Alwyn Barlow. Melaleuca subalaris ingår i släktet Melaleuca och familjen myrtenväxter. Inga underarter finns listade i Catalogue of Life.